# Abu Bakr al-Baghdadi

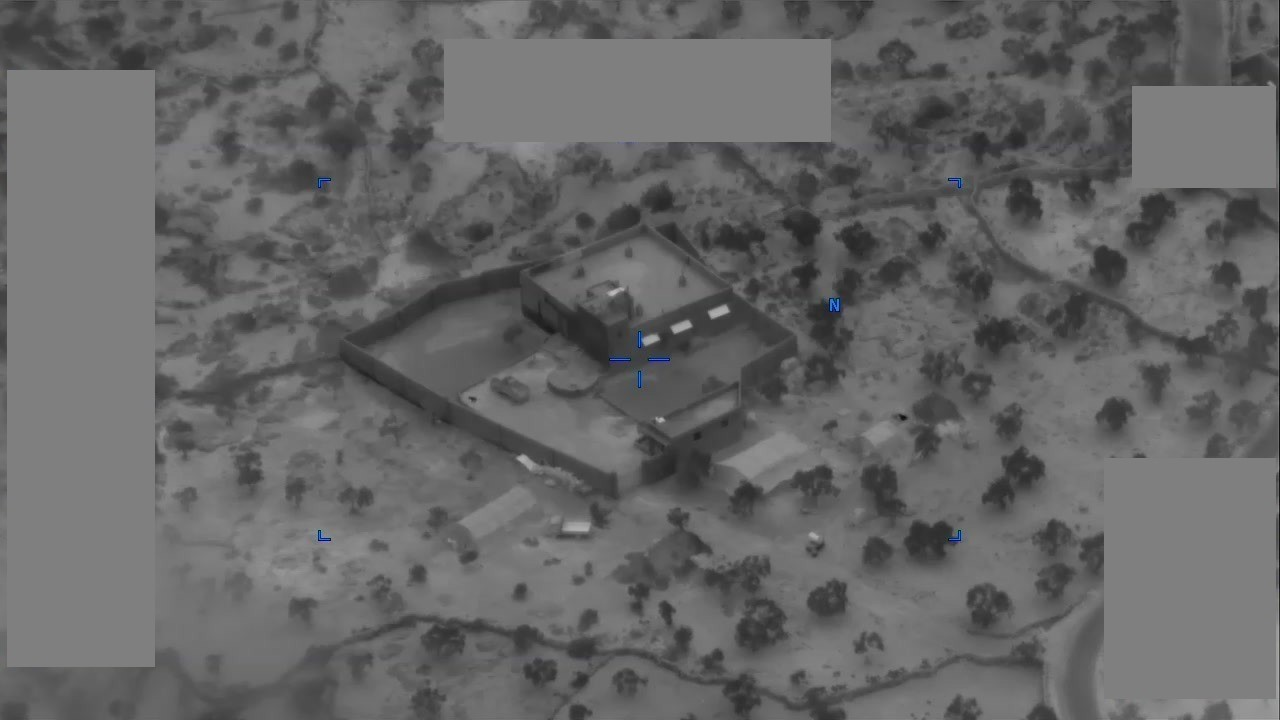
Kompleks budynków w których przed śmiercią ukrywał się al-Baghdadi

Abu Bakr al-Baghdadi (arab. ‏أبو بكر البغدادي‎ Abū Bakr al-Baġdādī; ur. 28 lipca 1971 w Samarrze, zm. 27 października 2019 w Bariszy), znany także jako Abu Du’a lub kalif Ibrahim Awwad Ibrahim Ali al-Badri as-Samarra’i – przywódca sunnickiej organizacji terrorystycznej Państwo Islamskie w Iraku i Lewancie (ISIL) oraz samozwańczy kalif Państwa Islamskiego, które miało objąć okupowane przez tę organizację terytoria północno-wschodniej Syrii oraz zachodniego Iraku.

## Życiorys
Al-Baghdadi (jest to pseudonim) urodził się w Samarrze, zaś w momencie inwazji amerykańskiej na Irak był imamem w jednym z meczetów w rodzinnym mieście. Ukończył studia na Uniwersytecie Bagdadzkim. Według niepewnych podejrzeń jeszcze za rządów Saddama Husajna należał do radykalnej organizacji islamskiej, według innej wersji amerykańscy żołnierze przetrzymywali go przez cztery lata w Camp Bucca (do 2009) i to tam jego poglądy religijne silnie się zradykalizowały. Według jeszcze innych informacji al-Baghdadi został członkiem al-Ka’idy krótko po wybuchu wojny amerykańsko-irackiej i służył pod rozkazami Abu Musaba az-Zarkawiego, początkowo zajmując się przerzucaniem przez granicę zagranicznych bojowników islamskich, następnie zaś został samozwańczym emirem Rawy. Tam miał zasłynąć z brutalności jako przewodniczący założonego przez siebie sądu szariackiego i inicjator publicznych egzekucji osób podejrzewanych o wspieranie wojsk amerykańskich.
Al-Baghdadi nauczał w różnych meczetach w Iraku i kierował mniejszymi bojówkami sunnickimi, po czym wszedł do Rady Konsultacyjnej Państwa Islamskiego w Iraku i Lewancie, a następnie w 2010 został jego przywódcą. Utrwalając swoją władzę dopuścił się szeregu zamachów bombowych na cywilów szyickich, jak również zabójstw lokalnych przywódców sunnickich.
Jego znaczenie wzrosło podczas rozmów – zakończonych ostatecznie niepowodzeniem – o połączeniu ISIS i innej powiązanej z Al-Ka’idą organizacji, walczącej w wojnie domowej w Syrii – Dżabhat an-Nusra. Al-Baghdadi odmówił wykonania rozkazów przywódcy Al-Ka’idy Ajmana az-Zawahiriego, który wzywał ISIS do skupienia się na walce w Iraku, podczas gdy Syria byłaby obszarem działania an-Nusry. Jako swój cel przedstawiał budowę kalifatu na terytorium Iraku i Syrii, który następnie rozwinąłby się w jedno państwo islamskie, zamieszkane przez wszystkich sunnitów.
W 2011 Stany Zjednoczone oficjalnie uznały al-Baghdadiego za terrorystę i wyznaczyły nagrodę w wysokości 10 mln dolarów za informacje, które pozwolą pojmać go żywego lub martwego.
Al-Baghdadi w rozmowach z dowódcami swoich oddziałów występował w masce, nie publikował również (jak Ajman az-Zawahiri lub wcześniej Usama ibn Ladin) żadnych nagrań z przesłaniami dla zwolenników. Do lipca 2014 znane były jedynie dwa zdjęcia, na których jest z pewnością widoczny.
29 czerwca 2014 ogłosił się władcą Państwa Islamskiego, obejmującego okupowane przez jego organizację terytoria północno-wschodniej Syrii oraz zachodniego Iraku. Posługiwał się odtąd tytułem kalifa i imieniem Ibrahim ibn Awwad. Według jego zwolenników należał do plemienia Kurajszytów, do którego należał także prorok Mahomet, co predestynować go miało do objęcia tronu kalifa. 5 lipca 2014 Abu Bakr al-Baghdadi po raz pierwszy opublikował wideo ze swoim udziałem, by zdementować w ten sposób pogłoski o jego śmierci w nalocie wojsk irackich. Na filmie zarejestrowano przemowę, jaką wygłosił w piątek 4 lipca w meczecie an-Nuri w Mosulu.
Był jednym z ośmiu kandydatów do tytułu Człowieka Roku tygodnika „Time”.
14 czerwca 2016 związana z Państwem Islamskim agencja informacyjna podała, że al-Baghdadi zginął podczas amerykańskiego nalotu dwa dni wcześniej. Jako miejsce śmierci wskazywano Ar-Rakkę lub Mosul. Przedstawiciele Stanów Zjednoczonych stwierdzili, że nie mogą potwierdzić śmierci terrorysty. W listopadzie 2016, podczas bitwy o Mosul, opublikowane zostało wezwanie al-Baghdadiego do kontynuowania wojny przeciwko „niewiernym” w prowincji Niniwa, do organizacji zamachów w Arabii Saudyjskiej oraz do ataku na Turcję. Według Iraqi News zginął 10 czerwca 2017 w Rakce.
Pod koniec kwietnia 2019 Państwo Islamskie opublikowało w internecie materiał filmowy, w którym Al-Baghdadi opowiada o niedawno przeprowadzonych zamachach na Sri Lance, co oznaczało, że pogłoski o jego śmierci nie były prawdziwe.
27 października 2019 roku o godz. 14:00 czasu środkowoeuropejskiego, prezydent Stanów Zjednoczonych Donald Trump poinformował o śmierci Al-Baghadiego w operacji Kayla Mueller sił specjalnych USA Delta Force w Syrii (w pobliżu granicy z Turcją) poprzedniej nocy. W akcji, oprócz przywódcy ISIL, zginęło wielu bojowników państwa islamskiego, przy braku strat po stronie amerykańskiej. Ranny został tylko Conan, amerykański pies wojskowy rasy malinois. Doniesienia o śmierci Baghdadiego zostały potwierdzone przez badania DNA przeprowadzone przez Pentagon. Siły amerykańskie tuż po północy przeprowadziły nalot przy pomocy ośmiu helikopterów. Sam przywódca ISIL, zapędzony do ślepego tunelu, popełnił samobójstwo wysadzając się w powietrze. W wybuchu zginęło także dwoje jego dzieci.